# Деревій звичайний
Дереві́й звича́йний (Achillea millefolium L.) — волосисто запушена трав'яниста рослина з кореневищем, родини айстрових (Asteraceae).

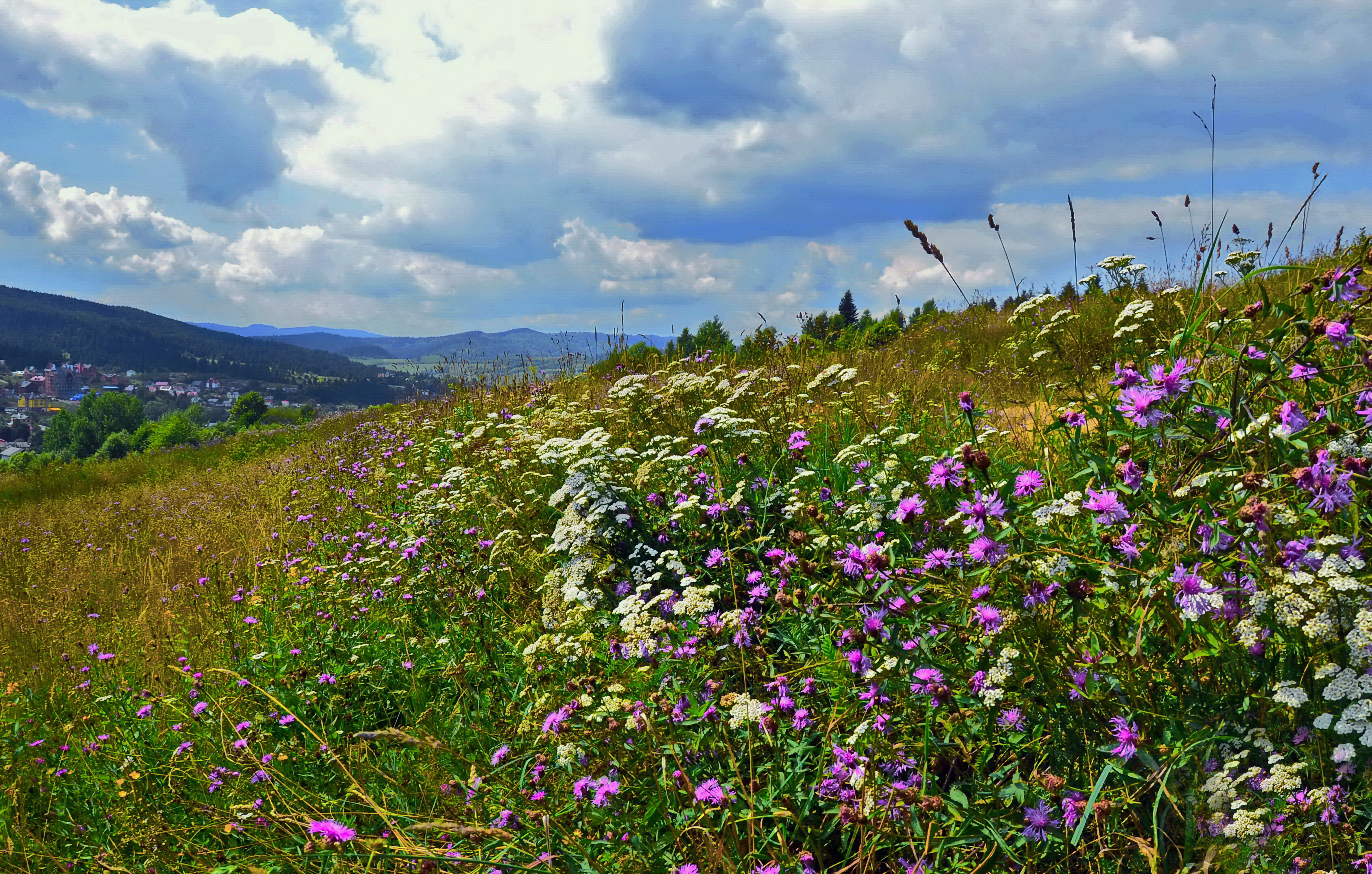
Дереві́й звича́йний в Карпатах

Інші назви: Деревій тисячолистий, кривавник, серпоріз, маточник тощо. Латинська назва роду походить від імені міфічного героя Ахіллес, який нібито першим використав цю рослину для лікування. Видова назва утворена від грецьких слів, що в перекладі означають «тисяча листків». Українська назва, очевидно, пов'язана з наявністю в рослині дубильних речовин. 

## Загальна характеристика
Багаторічна рослина родини складноцвітих 20-100 см заввишки. Деревій належить до рослин, які утворюють так звані «відьмині кільця». Його кореневища радіусами відходять від материнської рослини і на відстані 15—20 см дають початок новим рослинам. Після відмирання материнської рослини, яка міститься в центрі такого кола, й утворюються ці кільця.

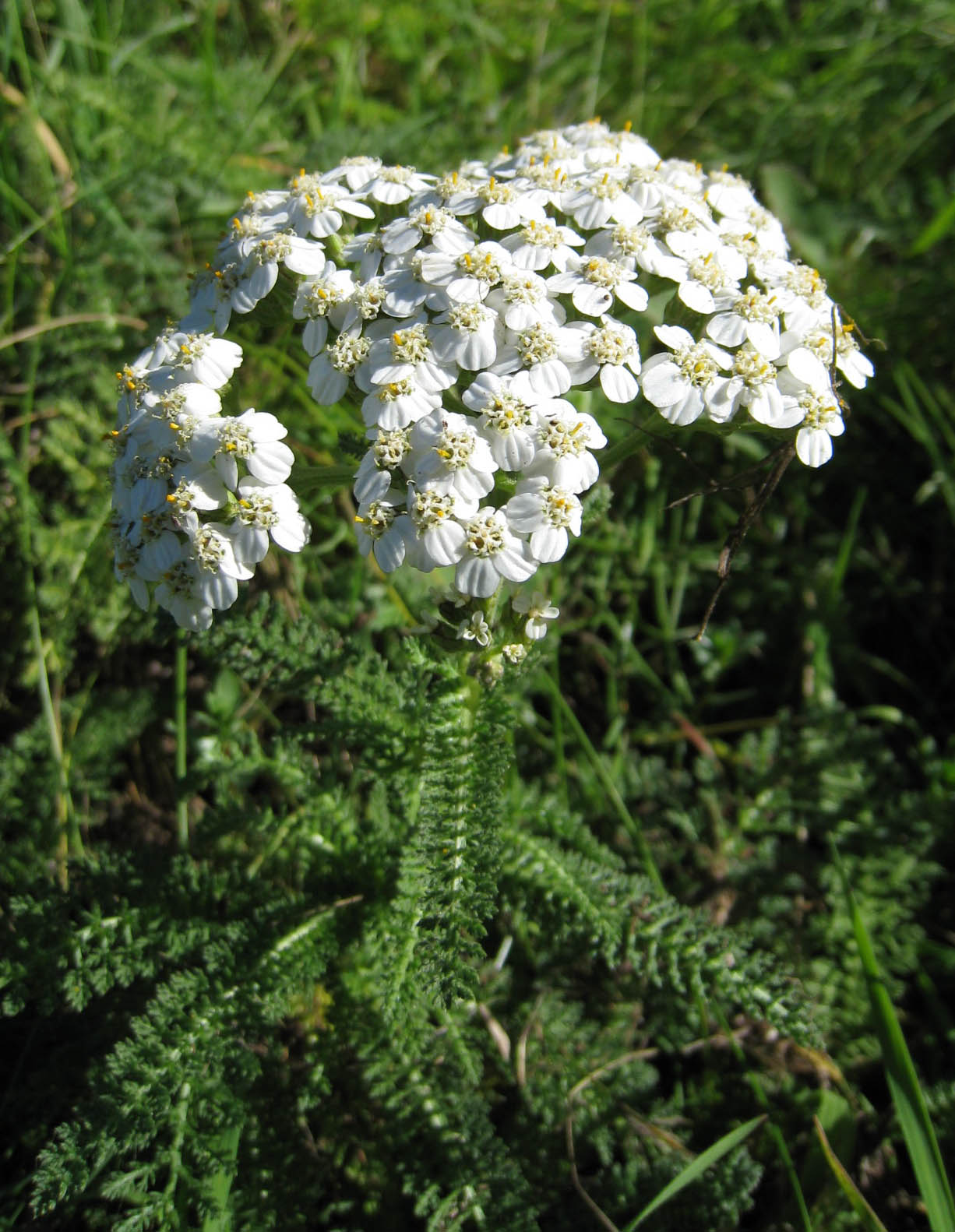

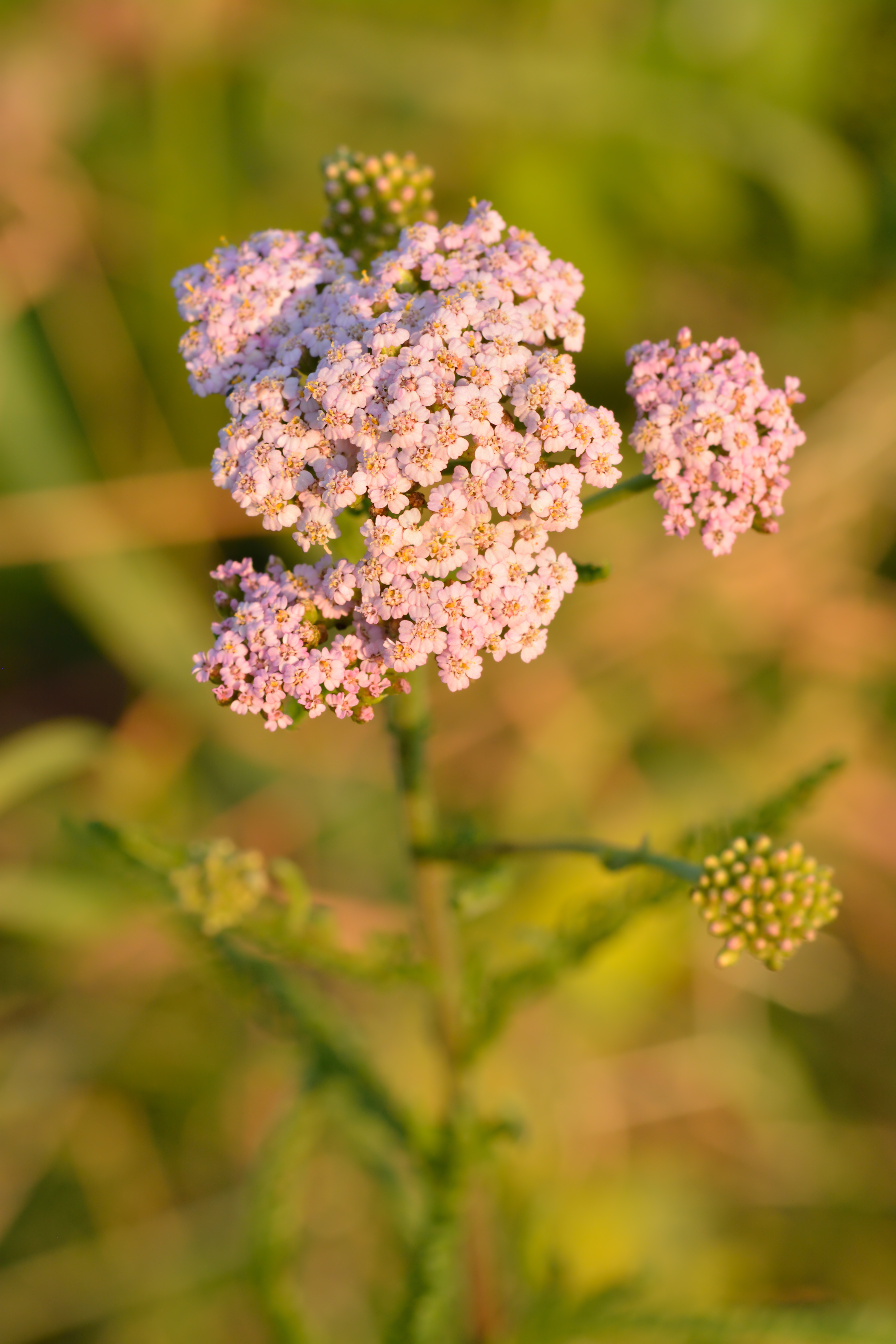

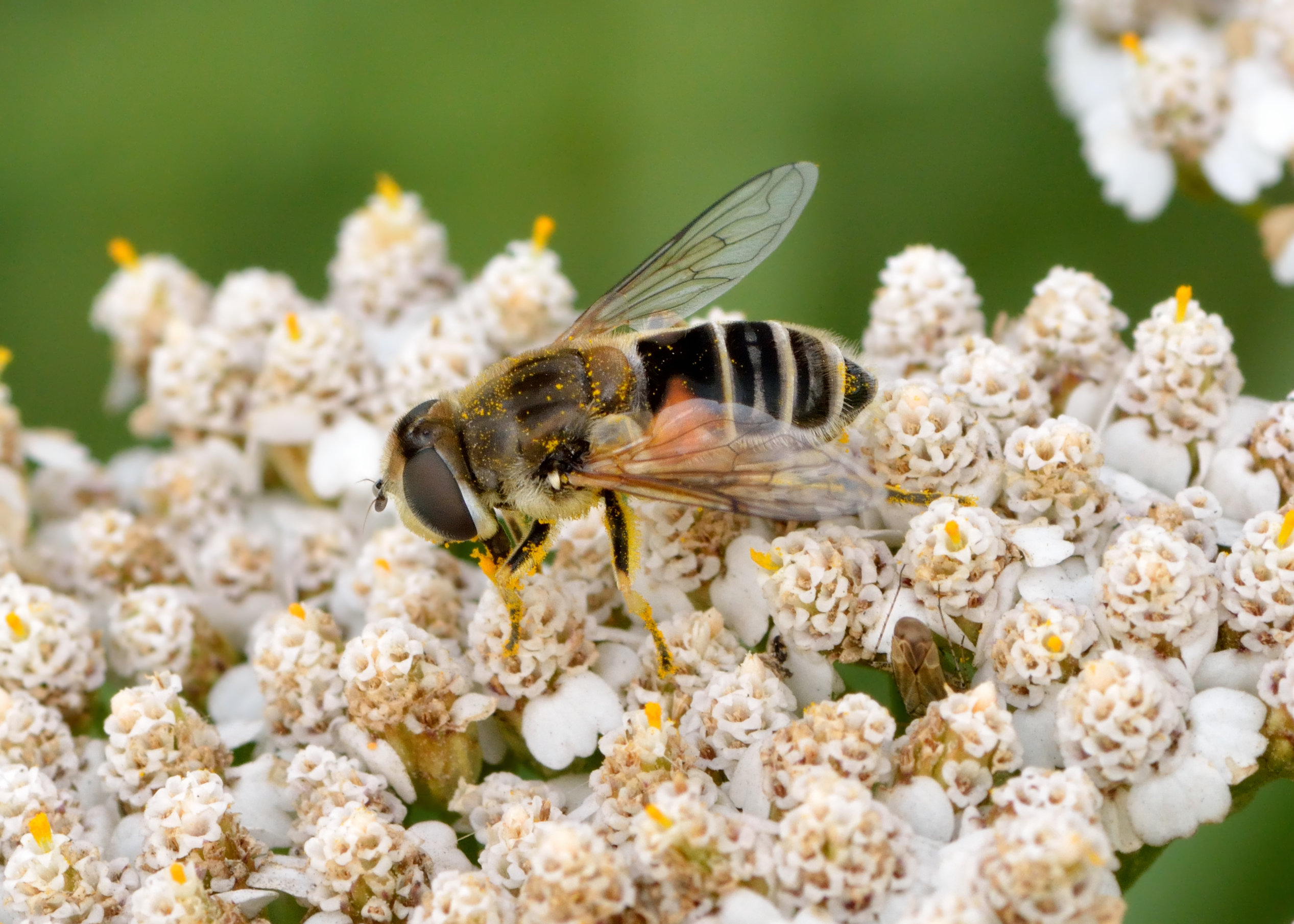

Стебло пряме, ребристе, нерозгалужене, сірувате, рідко волосисте. Листки довгасті або ланцетні, двічі або тричі перисторозсічені з численними супротивними або кососупротивними частками, надрізаними на лінійні або ланцетні гострі часточки.
Світлолюбна рослина. Цвіте з червня по жовтень. Квітки в дрібних кошиках зібрані у густе, верхівкове, щитоподібно-волотисте суцвіття. Кошики (5—7 мм завдовжки, 3—5 мм завширшки) яйцеподібні, рідше кулясті. Листочки обгортки черепичасті, зелені, з бурим або білувато-перетинчастим краєм. Крайові квітки в кошиках (в кількості 5—10) язичкові, з коротким округлим відгином, білі або рожеві, серединні — трубчасті, двостатеві. Тичинок п'ять, зрослих з пиляками, маточка одна, з нижньою зав'яззю, довгим стовпчиком і дволопатевою приймочкою.
Плід — сплющена, сіра, дрібноборозенчаста, довгаста сім'янка (до 2 мм завдовжки) без чубка або коронки.

## Поширення
У природних умовах на території України деревій звичайний зустрічається практично в усіх районах. Росте у мішаних лісах на галявинах, в чагарниках, на лісокультурних площах, лісосіках, уздовж доріг. Надає перевагу сухим, недостатньо розвинутим типам ґрунтів.
Запаси сировини значні.

## Практичне використання
Лікарська, ефіроолійна, косметична, медодайна, кормова й інсектицидна рослина.

### У медицині
Деревій як цінна лікарська рослина відомий ще з глибокої давнини. У науковій медицині використовують верхівки квітучих рослин — Herba Millefolii, зрідка листки або кошики як кровоспинний засіб, при внутрішніх кровотечах, при хворобах кишково-шлункового тракту, при зовнішніх кровотечах, запальних процесах матки, як протиконвульсивний, апетитний засіб, при порушенні обміну речовин.
У листках і кошиках деревію містяться ефірна олія, вітамін K, смоли, каротин, вітамін С 0.05% гіркоти ахілеїну (кровоспинна дія), 0.8% легкої олії, (проазулен, хамазулен, α-пінен, β-пінен, 1-борнеол, туйон, 1-камфора, цінеол), сесквітерпенові лактони, 3% дубильних речовин, флавоноїди (апігенін, лютеолін-7-глікозид) ахілеову, мурашину, оцтову і ізовалеріанову кислоту, холін, фітонциди.
У народній медицині деревій вважається кровоспинним і потогінним засобом; застосовується при туберкульозі легень, виразках і катарі шлунка, нирковокам'яній хворобі, малярії, проносі, геморої, жіночих хворобах, при нічному нетриманні сечі, хворобах печінки, недокрів'ї та головних болях, при простуді, нервових хворобах і гіпертонії. Свіжі молоді листочки розтирають і використовують як кровоспинний засіб при зовнішніх ранах і носових кровотечах. Щойно видавлений сік рослини, змішаний з медом, п'ють для збудження апетиту та поліпшення обміну речовин, при хворобах печінки. Суцвіття застосовують при грижі, листки при корості і лускатому лишаю.
У гомеопатії застосовують есенцію з квітучої рослини. У ветеринарії відваром деревію лікують хвороби шлункового тракту у молодих телят.

### Збирання, переробка та зберігання
Збирають рослину під час цвітіння, зрізуючи верхівки (до 20 см завдовжки) серпами або ножами, при густому стоянні — скошують косами. Сушать на повітрі або на горищах під залізним дахом, розстилаючи тонким шаром на папері або тканині. Пакують сировину в тюки по 50-75 кг, зберігають у сухих, добре провітрюваних приміщеннях не більше двох років. Заготівля інших видів деревію не допускається.

### Інші

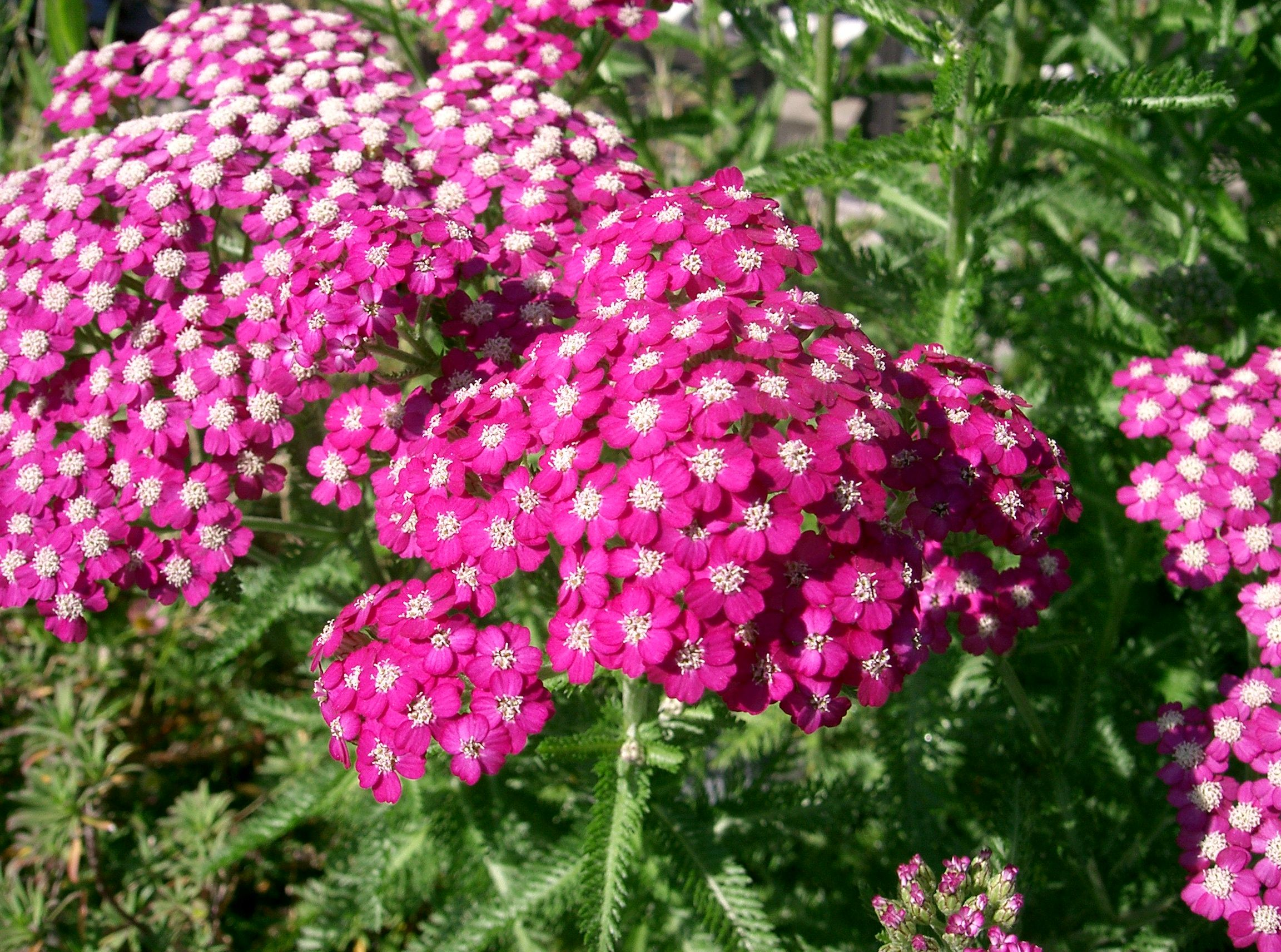
Декоративний сорт деревія звичайного із рожевими квітками.

Ефірна олія деревію світло-жовтого кольору з сильним камфорним запахом, придатна для використання в лікеро-горілчаному виробництві, виноробстві й парфумерії.
Деревій — літній медодай, добре відвідується бджолами, виділяє нектар і дає багато пилку.
На пасовищах добре поїдається вівцями, а домішка деревію в сіні сприяє кращому перетравленню його худобою.
Відвари і настої деревію знешкоджують шкідливих комах (попелиць, мідяниць, трипсів, павутинного кліща).
Культурні декоративні сорти деревію звичайного розводять у квітниках.

## Інші види
- Деревій пагорбовий (Achillea collina (Becker ex Rchb.f.) Heimerl) — схожий на деревій звичайний вид. Головні відмінності мають листя. У деревія пагорбового вони значно вужче і двічі-перисторозсічені (у деревія звичайного — зазвичай, тричі-перисторозсічені). Відмінності спостерігаються і в кінцевій долі листа — подовженій і лише трохи більшій завдовжки, ніж завширшки. Доволі поширений вид.
- Деревій голий (Achillea glaberrima Klok.) — ендемічний приазовський вид. Один з найрідкісніших видів світової флори.[2]
- Деревій дрібноквітковий (Achillea micrantha Willd). Відзначається повстистим опушенням і жовтими квітками. Росте у хвойних і мішаних лісах, на піщаних і остепнених площах, світлолюбна рослина. Поширений на півдні Полісся, в лісостеповій і степовій зонах.
- Деревій цілолистий (Achillea ptarmica L.) Відрізняється від попередніх видів майже голими, вузьколанцетними, цілісними листками та більшими кошиками (12-30 мм у діаметрі). Росте у мішаних, частіше заплавних лісах і на лісових луках. Світлолюбна рослина. Поширена переважно в західних районах Полісся.